# Bentley, Kansas
Bentley là một thành phố thuộc quận Sedgwick, tiểu bang Kansas, Hoa Kỳ. Năm 2010, dân số của xã này là 530 người.

## Dân số
Dân số các năm:
- Năm 2000: 368 người
- Năm 2010: 530 người